# Карловы Вары (аэропорт)
Аэропорт «Карловы Вары» (чеш. Letiště Karlovy Vary) — международный аэропорт чешского города Карловы Вары. Аэропорт принадлежит Карловарскому краю и находится в управлении компании Letiště Karlovy Vary, s.r.o. Аэропорт способен принимать самолёты типа Airbus A321 и Boeing 737.

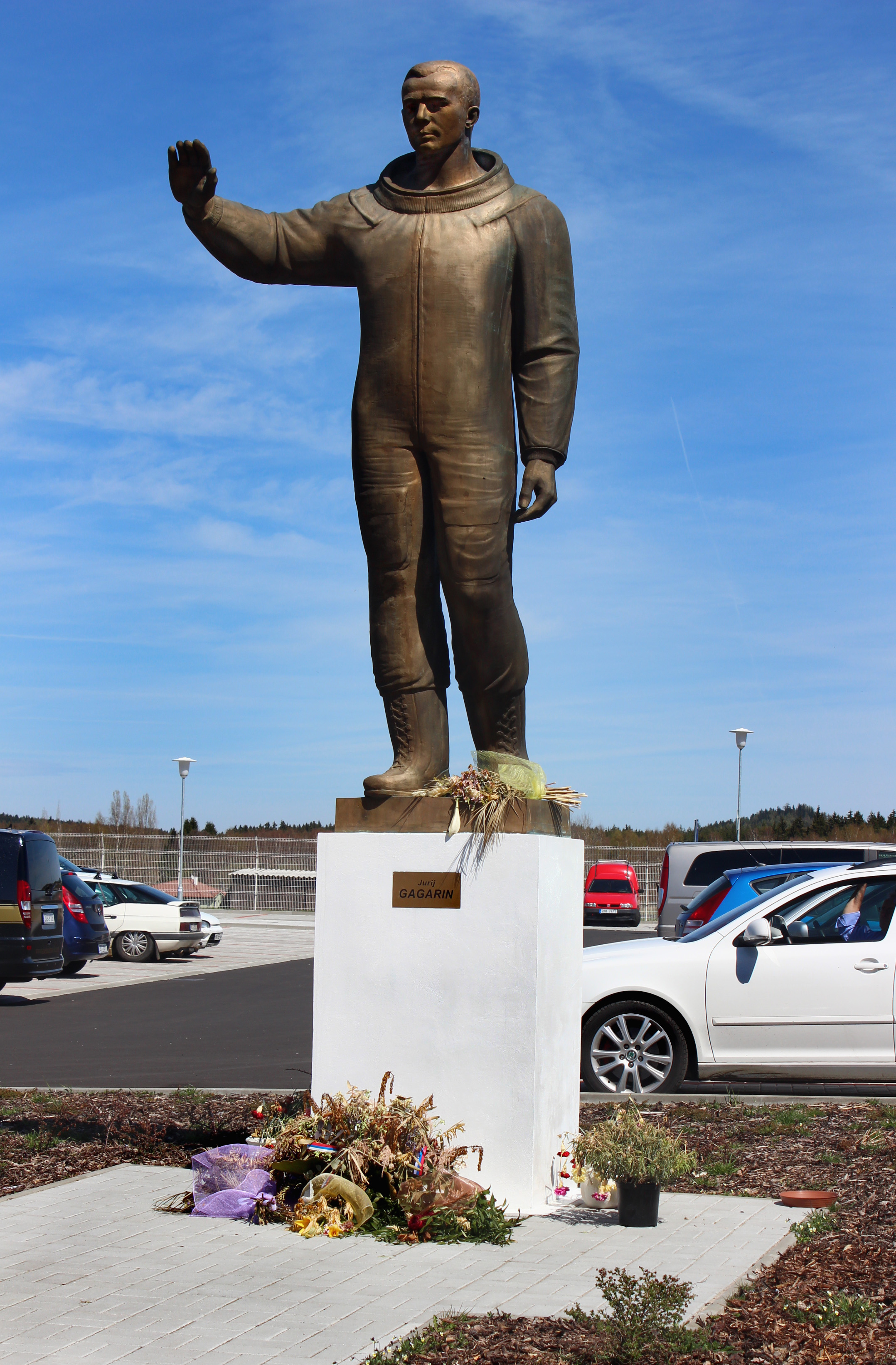
Памятник Юрию Гагарину в аэропорту

## Пункты назначения и перевозчики
Регулярных авиарейсов не выполняется.

## Деятельность
Пассажирооборот по годам:
| Год                 | 2004 | 2005 | 2006 | 2007 | 2008 | 2009 | 2010 | 2011 | 2012 | 2013 | 2014 | 2015 | 2016 | 2017 | 2018 | 2019 | 2020 | 2021 | 2022  |
| ------------------- | ---- | ---- | ---- | ---- | ---- | ---- | ---- | ---- | ---- | ---- | ---- | ---- | ---- | ---- | ---- | ---- | ---- | ---- | ----- |
| Пассажиры, тыс чел. | 39   | 37   | 35   | 65   | 82   | 68   | 71   | 99   | 104  | 104  | 86   | 35   | 25   | 21   | 45   | 62   | 17   | 0,6  | 7     |
| Изменение, %        | ▬    | ▼4   | ▼6   | ▲85  | ▲26  | ▼16  | ▲4   | ▲40  | ▲5   | ▲1   | ▼18  | ▼60  | ▼29  | ▼15  | ▲114 | ▲38  | ▼72  | ▼96  | ▲1066 |